# Santo Spirito in Sassia
 
La Iglesia del Espíritu Santo en el Distrito Sajón (en italiano : La chiesa di Santo Spirito in Sassia) es una iglesia titular del siglo XII de Roma, Italia. Está en Borgo Santo Spirito, una calle que recibió su nombre de la iglesia, ubicada en la parte sur de Rione Borgo. El titular actual del titulus es el Cardenal-Diácono Dominique Mamberti . Ha sido el santuario oficial de la Divina Misericordia desde 1994.

## Historia

Escudo

Se encuentra en el lugar de la Schola Saxonum, o "Escuela Sajona", del rey Ine de Wessex, una institución caritativa para los peregrinos de Sajonia Occidental . Según Roger de Wendover, Ine la fundó en el año 727 d. C. Incluía un albergue y una capilla dedicada a Santa María. En la época medieval, un número considerable de peregrinos de Wessex, incluidos combatientes, viajaban por la Via Francigena de Canterbury a Roma. 
Fue reconstruida en el siglo XII y posteriormente restaurada varias veces. En 1475 el Papa Sixto IV ordenó unir la iglesia al cercano Hospital del Espíritu Santo para expósitos (que había construido el Papa Inocencio III y cuya historia se relata en pinturas murales en la sacristía de la iglesia) y le dio un campanario. Etren 1538 y 1545, Antonio da Sangallo el Joven, o Baldassare Peruzzi reconstruyó la iglesia después de haber sido dañada durante el Saqueo de Roma. Un órgano, que sobrevivió, se añadió en 1547. En 1585-1590, el Papa Sixto V hizo restaurar el exterior, dándole a la iglesia su fachada actual obra de Ottavio Mascherino, inspirada en un diseño de Sangallo. Esta fachada tiene dos plantas, con pilares corintios dividiendo la inferior en cinco tramos, y la superior dividida en tres tramos. En la parte media superior hay una ventana circular, y encima está el escudo de armas del Papa Sixto V. La fachada está coronada por un frontón. Es un ejemplo típico de la arquitectura renacentista.
En la procesión estacionaria del primer domingo después de la Octava de la Epifanía, instituida por el Papa Inocencio III, una procesión llevó el velo de Santa Verónica desde la Basílica de San Pedro, y el Papa celebró la Misa en esta iglesia. Se concedían indulgencias a los que participaban y se repartía dinero entre los pobres.
Las inscripciones encontradas en Santo Spirito in Sassia, una valiosa fuente que ilustra la historia de la iglesia, han sido recopiladas y publicadas por Vincenzo Forcella.

## Arte y arquitectura

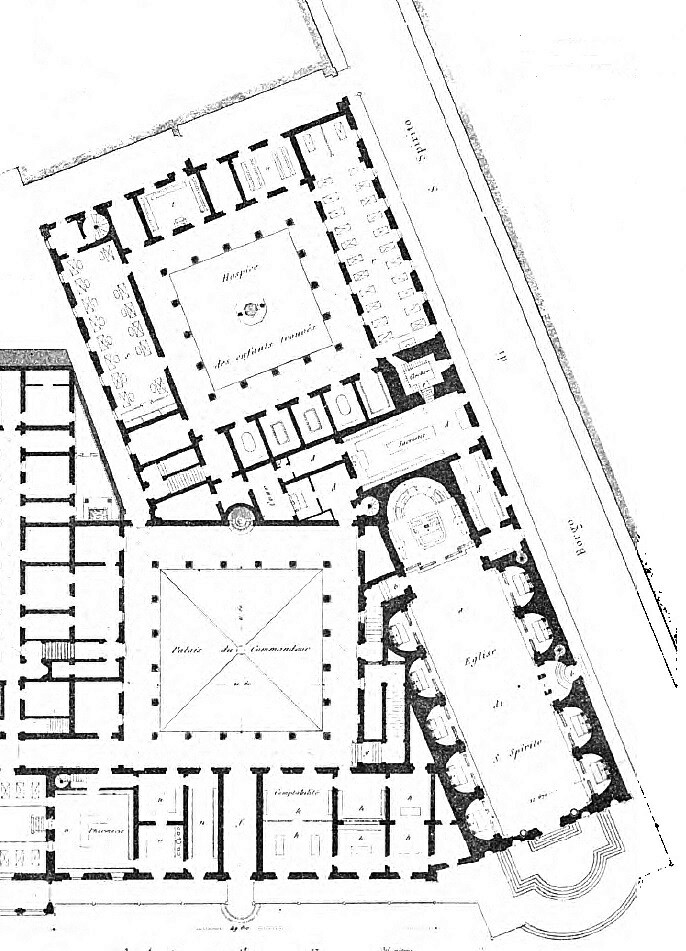
Plano de Iglesia y hospital adyacente

Es de una sola nave, con diez capillas absidales a los lados. La contrafachada tiene una Visitación de 1545 de Marco Pino y una Conversión de San Pablo iniciada por Francesco Salviati y completada por Francesco Rubiale. La primera capilla a la derecha en el ábside, tiene un fresco de Pentecostés del florentino Jacopo Zucchi y su hermano. La segunda capilla tiene una Asunción de Livio Agresti, quien también pintó la Trinidad en la cuarta capilla, así como frescos en la tercera capilla. La quinta capilla tiene una Anunciación y una Ascensión, 1570, de Giuseppe Valeriano. La sacristía está decorada con relatos de la Schola Saxonum de Guidobaldo Abbatini. El ábside está pintado al fresco (1583) por Jacopo y Francesco Zucchi. La quinta capilla a la izquierda tiene un Martirio de San Juan Evangelista de Marcello Venusti . La segunda y la primera capilla contienen pinturas de Cesare Nebbia, incluida una Coronación de la Virgen.

## Sepulturas
- Burgred de Mercia

## Cardenales-diáconos
Desde el consistorio de 1991 del Papa Juan Pablo II, la iglesia se ha utilizado como Diaconía con un Cardenal asignado como su Cardenal Protector (un término creado por el Papa Pablo VI en 1966).
- Fiorenzo Angelini (28 de junio de 1991 - 22 de noviembre de 2014)
- Dominique Mamberti (14 de febrero de 2015 - presente )